# Shank 2
 (janvier 2013).
 (janvier 2013).
Shank 2 est un jeu d'action de genre Beat them all utilisant une vue en défilement parallaxe, développé par le studio Klei Entertainment, connu notamment pour les jeux Shank et Mark of the Ninja.

## Scénario et univers
L'histoire se déroule dans une région dévastée par les conflits après que Shank, le personnage principal, ait vaincu César, le chef d'un cartel. À la suite d'une guerre civile, le général Magnus, ennemi principal de Shank dans ce second opus, a pris le pouvoir lors d'un coup d'État et a repris les activités lucratives du cartel que dirigeait César. Les habitants veulent se rebeller et agissent sous les ordres d'Elena, l'ancien mentor de Shank. Elle tente de convaincre Shank de participer à la révolution, mais ce dernier refuse. Alors qu'Elena est capturée par la milice, Shank décide d'aller la secourir.

## Système de jeu
Ce second volet de la série Shank se caractérise notamment par l'ajout de nouvelles armes, ainsi que la création d'un mode survie jouable en multijoueur. Contrairement au premier opus, le mode histoire, jouable en coopération, a été supprimé par les développeurs du jeu. Dans la lignée du premier épisode, les graphismes sont de type cartoon, ou dessin animé, et le joueur incarne à nouveau Shank, qui donne son nom à la série.
Le joueur possède dans son arsenal : 
- Une arme lourde de corps à corps (machette, tronçonneuse, masse, …) ;
- Une arme à distance au choix (pistolet, pistolet mitrailleur, fusil à pompe…) ;
- Une arme légère.

Tout au long du jeu et des combats, il faut diversifier ses stratégies :
- Changer d'arme régulièrement. En effet, plus le joueur utilise d'armes différentes au cours d'un combo, plus il gagne de points.
- Se montrer mobile contre les ennemis les plus colossaux. Il n'est pas toujours possible de les affronter de face : mieux vaut esquiver leurs attaques puis saisir l'ennemi ou utiliser son arme lourde.

De nombreux objets interactifs apparaissent dans le décor (conteneur à faire chuter sur les ennemis, auto-mitrailleuse dont il est possible de prendre possession). Beaucoup d'ennemis et d'armes spéciales (poisson mort, katana,…) sont rencontrés au cours du jeu.
L'effet de zoom/dé-zoom selon l'éloignement des ennemis peut permettre de jouer avec un temps d'avance et de faire preuve de beaucoup de mobilité et d'anticipation sur les actions des ennemis.

## Critiques
Shank 2 fut globalement bien accueilli par la critique, bien que deux principaux défauts semblent le pénaliser : sa durée de vie jugée trop courte ainsi que son scénario trop simpliste.